# Liste von Waldbahnen
Die Liste von Waldbahnen kann aufgrund der Vielzahl von Bahnen als Transportmittel in der Forstwirtschaft und deren teilweise sehr kurzer Existenz nur einen auswahlartigen Überblick bieten.

## Waldbahnen in Europa

### Belgien
- Decauville-Bahn im Sonienwald, 600 mm, 3 km Länge, 1902 bis um 1920

### Bosnien und Herzegowina
- Krivaja-Waldbahn Zavidovići–Olovo–Kusače
- Steinbeisbahn mit den festen Strecken Prijedor–Srnetica–Knin, Srnetica–Ribnik Gornji und Srnetica–Jajce
- Usoratalbahn und Waldbahn Teslić mit der Hauptstrecke Doboj–Teslić

Daneben existierten verschiedene weitere Waldbahnen, die jeweils auf die Dauer der Holzernteverträge in den einzelnen Holzschlaggebieten errichtet wurden.

### Bulgarien
- Schmalspurbahn Kotscherinowo–Kloster Rila, 600 mm, 35 km Länge, 1916 bis 1960

### Deutschland (Auswahl)
| Name der Bahn                                            | Strecke                                        | Spur- weite mm | Länge km | Antrieb durch          | von  | bis      | Betrieb durch             | Bemerkung                                                                   |
| -------------------------------------------------------- | ---------------------------------------------- | -------------- | -------- | ---------------------- | ---- | -------- | ------------------------- | --------------------------------------------------------------------------- |
| Bayern                                                   |                                                |                |          |                        |      |          |                           |                                                                             |
| Waldbahn im Reichswald                                   | Sebalder Reichswald                            |                |          |                        |      |          |                           | abgebaut                                                                    |
| Waldbahn Ebersberger Forst                               | Kirchseeon–Ebersberger Forst                   |                | 43       | Dampf                  | 1890 | vor 1900 |                           | abgebaut                                                                    |
| Spiegelauer Waldbahn                                     | Spiegelau–Finsterau                            | 600            | + 100    |                        | 1909 | 1960     |                           | abgebaut                                                                    |
| Zwieselauer Waldbahn                                     | Zwieselau–Buchenau                             | 600            | 14,5     |                        | 1930 | 1958     |                           | abgebaut                                                                    |
| Neuhauser Bockerlbahn                                    | Fischhausen-Neuhaus–Spitzingsee–Waitzingeralm  | 600            | 12       | Dampf, Benzol, Seilzug | 1919 | 1922     | Holzwerbung Spitzing GmbH | abgebaut                                                                    |
| Staatliche Waldbahn Ruhpolding–Reit im Winkl             | Ruhpolding–Reit im Winkl                       | 1000           | 23       | Dampf, Benzol          | 1921 | 1940     | Bayer. Staatsforsten      | abgebaut, Wanderweg; Loipe                                                  |
| Bächentalbahn                                            | Fall                                           | 750            | 10,2     |                        | 1930 | 1956     |                           | siehe auch Tirol, da grenzüberschreitend                                    |
| Waldbahn Weißbach an der Alpenstraße                     | Weißbach an der Alpenstraße                    | 750            | ~ 3      |                        |      | 1958     |                           | abgebaut, als Wanderweg genutzt                                             |
| Brandenburg                                              |                                                |                |          |                        |      |          |                           |                                                                             |
| Waldbahn der Oberförsterei Biesenthal                    | Finowkanal, Eberswalder–Schöpfurther Eisenbahn | 600            | 12       | Ein- und Zweispänner   | 1924 |          |                           | abgebaut                                                                    |
| Grimnitzer Waldbahn                                      |                                                | 600            |          |                        | 1894 |          |                           | abgebaut                                                                    |
| Waldbahn Schorfheide                                     | (Schorfheide) Döllnkrug–Höpen                  | 600            |          |                        | 1898 |          |                           | abgebaut                                                                    |
| Hessen                                                   |                                                |                |          |                        |      |          |                           |                                                                             |
| Eichenberger Waldbahn                                    | Eichenberg                                     | 600            | 0,9      |                        | 1989 |          |                           |                                                                             |
| Großherzoglich Hessische Waldbahn Sprendlingen–Klaraberg | Klaraberg am Main–Bahnhof Sprendlingen         | 600            | 17       | Benzol                 | 1901 | 1927     |                           | abgebaut                                                                    |
| Waldbahn Wispertal                                       |                                                | 600            |          |                        |      |          |                           |                                                                             |
| Rheinland-Pfalz                                          |                                                |                |          |                        |      |          |                           |                                                                             |
| Wasgauwaldbahn                                           | Bundenthal-Ludwigswinkel                       | 600            | 14,5     |                        | 1921 | 1930     |                           | abgebaut                                                                    |
| Sachsen                                                  |                                                |                |          |                        |      |          |                           |                                                                             |
| Waldeisenbahn Muskau                                     | Muskau                                         | 600            | + 50     | Dampf, Diesel          | 1895 |          |                           | Museumsbahn                                                                 |
| Schleswig-Holstein                                       |                                                |                |          |                        |      |          |                           |                                                                             |
| Bad Bramstedter Moorbahn                                 | Bad Bramstedt                                  | 600            | 1,2      | Diesel                 | 1931 | 1977     |                           | seit 1999 Museumsbahn (0,7 km), später als Kurbahn Bad Bramstedt bezeichnet |
| Buchhorster Waldbahn                                     | Buchhorst                                      | 600            | ca. 6    | Solar, Diesel          | 1912 | 1988     |                           | seit 1988 Museumsbahn (ca. 1,1 km)                                          |
| Thüringen                                                |                                                |                |          |                        |      |          |                           |                                                                             |
| Lichtenhainer Waldeisenbahn                              | Lichtenhain/Bergbahn                           | 600            | 0,65     |                        | 1998 |          |                           | Info auf lichtenhain.de                                                     |

### Finnland
| Name der Bahn                  | Strecke                                | Spur- weite mm | Länge km | Antrieb durch | von  | bis  | Betrieb durch | Bemerkung |
| ------------------------------ | -------------------------------------- | -------------- | -------- | ------------- | ---- | ---- | ------------- | --------- |
| Waldbahn Eskola                | Eskola–Haara–Teeriharju Haara–Suokanta | 750            | 68,0     |               | 1920 | 1961 |               |           |
| Waldbahn Evo                   | Evo–Kailaniemi                         | ?              | 23       |               | 1908 | 1914 |               |           |
| Waldbahn Harviala              |                                        | 750            | 30       |               | 1917 | 1955 |               |           |
| Waldbahn Kuurila               |                                        | 750            | 22       |               | 1927 | 1943 |               |           |
| Waldbahn Syskyjärvi–Vaaherjoki |                                        | ?              | 10       |               | 1920 | 1924 |               |           |
| Waldbahn Vuojoki               |                                        | ?              | 23       |               | 1912 | 1918 |               |           |

### Frankreich
- Chemin de fer touristique d’Abreschviller, Reststück eines einst umfangreichen Waldbahnnetzes in den Vogesen, Museumsbahn
- Dononbahn, 700 mm, 44 km Länge
- Waldeisenbahn Welschbruch

### Griechenland
- Decauville-Waldbahn von Gurnosovo, 600 mm, 5 km Länge, um 1915

### Großbritannien
- Santon Downham Tramway, 914 mm, 6 km Länge, 1918 bis um 1922

### Italien
- Waldbahn Gariglione–Differenze, 500 mm, 40 km Länge, 1928 bis um 1955
- Waldbahn Lama–Cancellino, 600 mm, 20 km Länge, 1900
- Waldbahn Quara–Febbio, 600 mm, 16 km Länge, 1919

### Österreich
Die Liste der Waldbahnen in Österreich findet sich in der Liste der Eisenbahnstrecken in Österreich.

### Polen
(Alle gelisteten Bahnen an der polnischen Ostgrenze, gereiht von Nord nach Süd.)
| Name der Bahn       | Strecke                                  | Spur- weite mm | Länge km | Antrieb durch | von       | bis       | Betrieb durch | Bemerkung                                    |
| ------------------- | ---------------------------------------- | -------------- | -------- | ------------- | --------- | --------- | ------------- | -------------------------------------------- |
| Waldbahn            | Płociczno – Gulbin – Zelwa               | 600            | ~ 37     |               | 1916      | 1989      |               | ab 2001 Touristikbetrieb, teilweise abgebaut |
| Waldbahn            | Czarna Białostocka – Kopna Góra – Waliły | 600            | ~ 32     |               | 1919      | 1990      |               | teilweise abgebaut                           |
| Waldbahn Hajnówka   | Hajnówka (Waldbahnnetz)                  | 600            |          |               | 1916      | 1992      |               | teilweise abgebaut                           |
| Waldbahn            | Parczew                                  | 1000           | ~ 10     |               |           | ~ 1965    |               | abgebaut                                     |
| Waldbahn            | Rozprza                                  |                | ~ 15     |               |           |           |               | abgebaut                                     |
| Waldbahn            | Zagnańsk – Nowa Słupia                   |                | ~ 30     |               |           |           |               | abgebaut                                     |
| Waldbahn            | Zagnańsk – Czerwona Góra – Suchedniów    |                | ~ 18     |               |           |           |               | abgebaut                                     |
| Waldbahn            | Kielce – Złota Woda                      |                | ~ 30     |               | 1916      | 1985      |               | abgebaut                                     |
| Waldbahn            | Lipa – Biłgoraj                          |                | ~ 63     |               |           | 1988      |               |                                              |
| Waldbahn            | Susiec                                   |                | ~ 10     |               |           |           |               | abgebaut                                     |
| Waldbahn            | Rzepedź – Mików                          |                | ~ 9      |               | 1923 1959 | 1944 1994 |               |                                              |
| Waldbahn Bieszczady | Nowy Łupków – Majdan                     |                | ~ 18     |               | 1898      | 1984      |               | ab 1996 Touristikbetrieb                     |
| Waldbahn            | Przysłup – Moczarne                      |                | ~ 12     |               | 1964      | 1994      |               | ab 2009 Touristikbetrieb                     |
| Waldbahn            | Sokoliki – Ustrzyki Górne                |                | ~ 27     |               | ~ 1900    | ~ 1939    |               |                                              |

### Portugal
- Waldbahn im Pinhal de Leiria 600 mm, 30 km Länge, 1923 bis 1965

### Rumänien

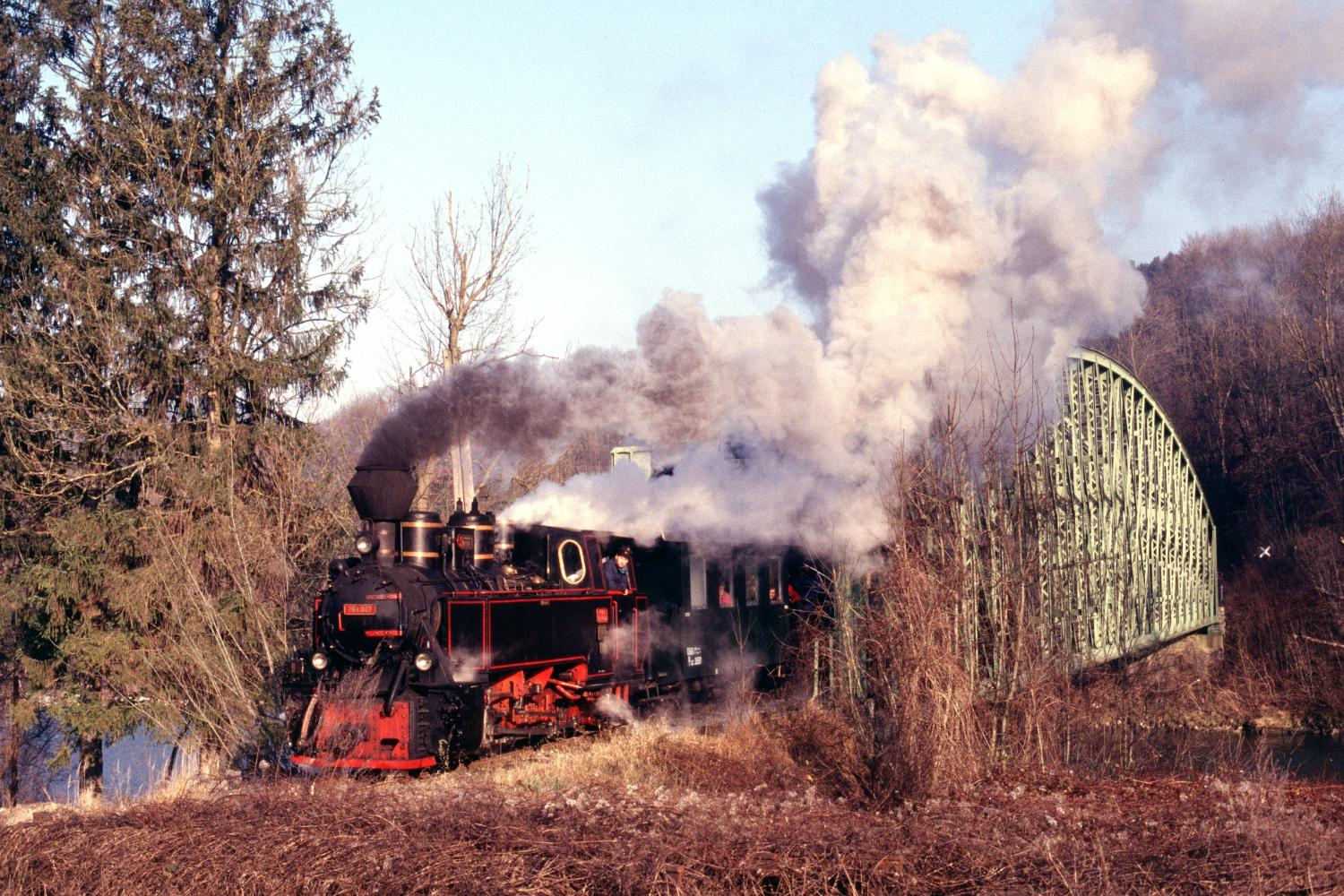
Rumänische Waldbahnlok auf der Steyrtalbahn

- Căile Ferate Forestiere, „Dachorganisation“ der damaligen rumänischen Waldbahnen

- Waldbahn Berzasca
- Waldbahn Bistriţa Bârgăului
- Waldbahn Brodina
- Waldbahn Câmpu Cetății
- Waldbahn Covasna–Comandău, mit Standseilbahn, Museumsbetrieb im Aufbau
- Waldbahn Cugir
- Waldbahn Falkeu (urspr. 1000 mm, später 760 mm)
- Waldbahn Falticeni (mit Rasca)
- Waldbahn Frasin
- Waldbahn Margina
- Waldbahn Moldovița (teilweise Museumsbetrieb)
- Waldbahn Orăștie
- Waldbahn Putna
- Waldbahn Rasca / Risca (Teilstück der Waldbahn Falticeni)
- Waldbahn Reșița, 700 mm
- Waldbahn Sucevita
- Waldbahn Tarcau (1000 mm)
- Waldbahn Tismana
- Waldbahn Viseu de Sus / Wassertalbahn, aktive Waldbahn und Touristikzüge
- Waldbahn Voislova
- Waldbahn Zavoi

### Russland

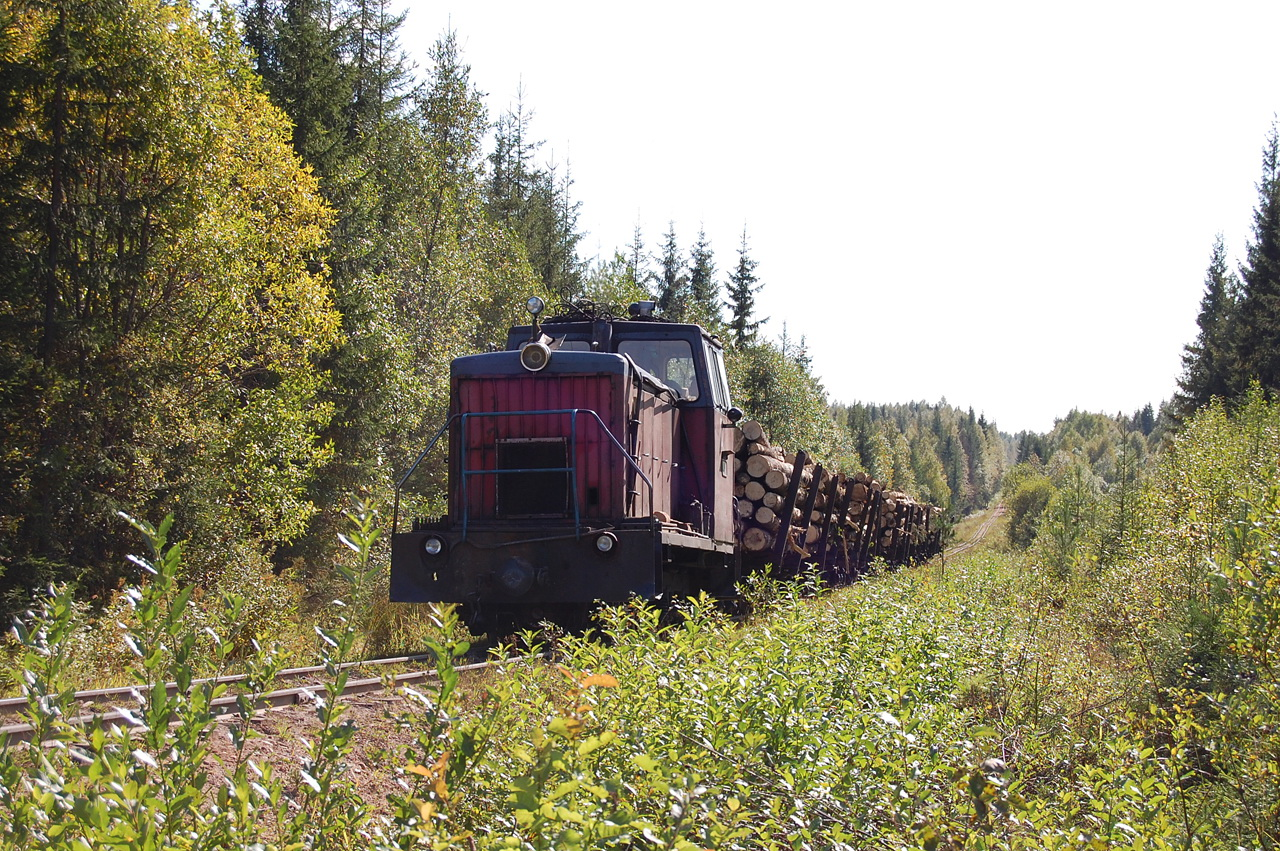
Langholzzug, Waldbahn Udimski

- Waldbahn Alapajewsk, aktive Waldbahn und Touristikzüge
- Waldbahn Apscheronsk, aktive Waldbahn und Touristikzüge
- Waldbahn Awnjugski, aktive Waldbahn mit Personenverkehr
- Waldbahn Belorucheiskaya
- Waldbahn Bely Rutschei, aktive Waldbahn
- Waldbahn Kobrinskaja, aktive Waldbahn
- Waldbahn Konezgorjer, aktive Waldbahn
- Waldbahn Kudemskaja
- Waldbahn Loiga, aktive Waldbahn
- Waldbahn Lundanka, aktive Waldbahn
- Waldbahn Njubskaja, aktive Waldbahn
- Waldbahn Oparino, aktive Waldbahn
- Waldbahn Semigorodnjaja, teilaktive Waldbahn
- Waldbahn Pischma, aktive Waldbahn
- Waldbahn Pizhemskaja, 750 mm
- Waldbahn Udimski, aktive Waldbahn
- Museumswaldbahn Scharja, Museumsbahn
- Waldbahn Selennik, aktive Waldbahn

### Schweden
- Ohsabanan, Värnamo, Småland, aktive Waldbahn und Touristikzüge

### Schweiz
| Name der Bahn     | Strecke                                                    | Spur- weite mm | Länge km | Antrieb durch                                     | von  | bis  | Betrieb durch                  | Bemerkung |
| ----------------- | ---------------------------------------------------------- | -------------- | -------- | ------------------------------------------------- | ---- | ---- | ------------------------------ | --------- |
| Waldbahn Sihlwald | Talstrecke Sägerei Sihlwald–Sihlzopf, Strecken im Sihlwald | 600            | ~12      | bergwärts Ochsen und Pferde, talwärts Schwerkraft | 1876 | 1938 | Forstbetriebe der Stadt Zürich | abgebaut  |

### Slowakei
- Waldbahn Michalovce – Morské oko
- Waldbahn Hronec – Čierny Balog, Museumsbahn
- Waldbahn Čierny Váh / Považská lesná železnica (Liptovský Hrádok – Kráľova Lehota – Liptovská Teplicka, 760 mm)
- Waldbahn Kriváň – Hriňová (760 mm)
- Waldbahn Ľubochňa / Lesná železnica Ľubochňa (760 mm, elektrisch)
- Waldbahn Vígľaš – Kyslinky (Hrochotská dolina)
- Waldbahn Vychylovka, Museumsbahn
- Waldbahn Žarnovica – Kľak (Kľakovská dolina)

### Slowenien
- Langschwellenbahnen von Idria, 1853 bis 1875, mit hölzernen Schienen und ursprünglich spurkranzlosen Rädern
- Waldbahn Ratschach („Holzbahn auf der Löwenfeld’schen Herrschaft Ratschach in Krain“) mit hölzernen Schienen

### Tschechien
- Waldbahn Beroun–Dětřichov–Valteřice
- Waldbahn Rajnochovice / Rajnochovická lesní zeleznice (Museumsbetrieb)
- Waldbahn Rečkov
- Waldbahn Žďárské vrchy

### Ukraine
- Waldbahn Beckow
- Waldbahn Berehomet
- Waldbahn Brody
- Waldbahn Broschniw (zusammen mit Krechowice)
- Waldbahn Delatyn
- Waldbahn Dolyna
- Waldbahn Hilcze
- Waldbahn Hramotne
- Waldbahn Koszczuja
- Waldbahn Krechowice (zusammen mit Brosniew)
- Waldbahn Kuschnyzja
- Waldbahn Kuty
- Waldbahn Mykulychyn
- Waldbahn Nadwirna (1897 bis 1968/1978)
- Waldbahn Porohy
- Waldbahn Skole
- Waldbahn Sokoliki
- Waldbahn Synowucko wyzne
- Waldbahn Tereswatal
- Waldbahn Worochta (1965 eingestellt)
- Waldbahn Wyhoda, aktive Waldbahn
- Waldbahn Zelemianka

### Ungarn

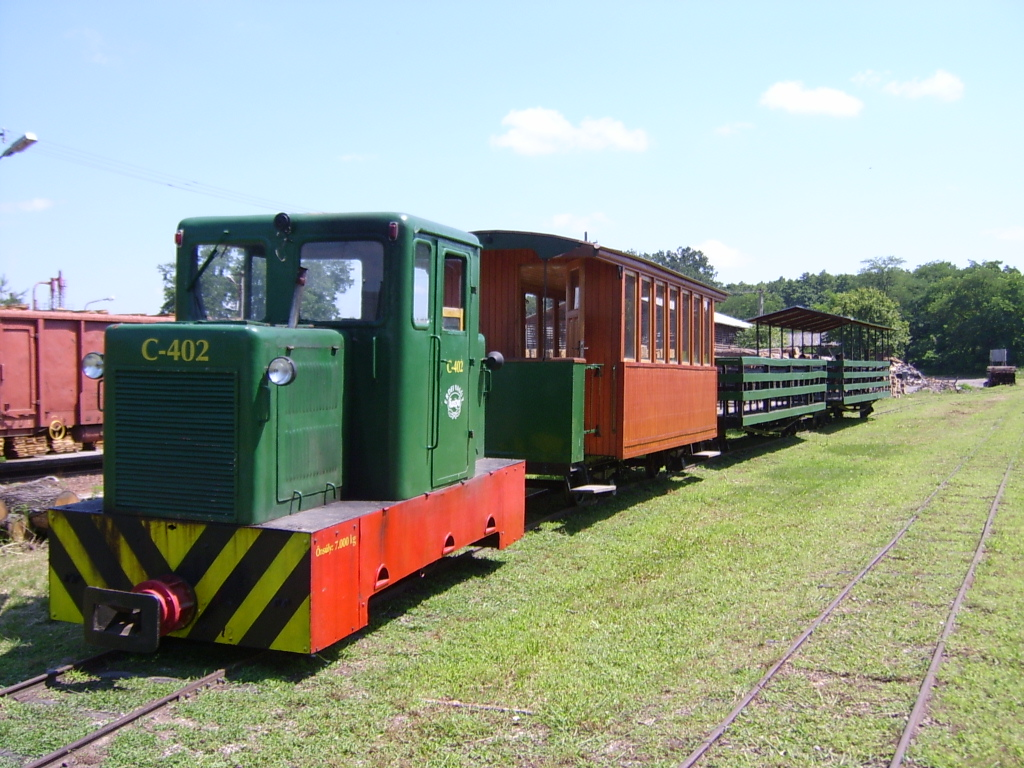
Waldbahn Kaszó

#### Westlich (rechts) der Donau
- Waldbahn Almamellék, Touristikzüge
- Waldbahn Csömödér, aktive Waldbahn und Touristikzüge
- Waldbahn Gemenc, aktive Waldbahn und Touristikzüge
- Waldbahn Kaszó, Touristikzüge
- Waldbahn Mesztegnyő, aktive Waldbahn und Touristikzüge

#### Östlich (links) der Donau
- Waldbahn Debrecen (Zsuzsi Erdei Kisvasút), Touristikzüge; 1892 auf 950 mm errichtet, Strecke Debrecen-Fatelep – Nyírmártonfalva – Nyírbéltek, Länge 49 km, 1960–61 Umspurung auf 760 mm
- Waldbahn Felsőtárkány, Touristikzüge
- Waldbahn Gyöngyös-Lajosháza, Touristikzüge
- Waldbahn Gyöngyös-Mátrafüred, Touristikzüge
- Waldbahn Kemence, Touristikzüge und Schmalspurbahnmuseum Spurweite 600 mm, zwischen 1893 und 1933 angelegt
- Waldbahn Királyrét, Touristikzüge
- Waldbahn Lillafüred (Lillafüredi Állami Erdei Vasút), 760 mm, Touristikzüge
- Waldbahn Nagybörzsöny, Touristikzüge
- Waldbahn Pálháza, Touristikzüge
- Waldbahn Szilvásvárad (Szilvásváradi Állami Erdei Vasút), 760 mm, Touristikzüge

## Afrika

### Südafrika
- South Western Railway, 610 mm, 1907 bis 1949

## Amerika

### Belize
- Vaca Falls Railway, 914 mm, 24 km Länge, 1926 bis 1952

### Vereinigte Staaten
- Albion River Railroad, 1435 mm, 1895 bis 1930
- Columbia and Nehalem Valley Railroad, 1435 mm, ca. 1902 bis 1912
- Harbour Springs Railway, 762 mm, ca. 1902 bis 1910
- Mosquito and Coal Creek Logging Railroad, 914 mm, 1883 bis 1926
- Roaring Camp and Big Trees Narrow Gauge Railroad, 914 mm, seit 1963, Museumsbahn

## Asien

### Indien
- Cochin State Forest Tramway, 1000 mm, 80 km Länge, 1907 bis 1963

### Indonesien
- Cepu-Waldbahn, 1067 mm, seit 1915
- Siehe auch: Einschienenbahnen in Zentraljava

### Japan
- Anbō-Waldbahn, 762 mm, 18,3 km lang, 1923, abschnittsweise noch in Betrieb
- Kiso-Waldeisenbahn 762 mm, 400 km Länge
- Maruseppu-Waldparkeisenbahn, 762 mm, 1,5 km Länge
- Mamurogawa-Waldbahn 762 mm, 30 km Länge, 1935 bis 1965

### Taiwan
- Alishan-Waldbahn, 762 mm, als Touristikbahn in Betrieb
- Luodong-Waldbahn, 762 mm, ein kurzes Stück soll als Museumsbahn genutzt werden
- Taipingshan-Waldbahn, 762 mm, zurzeit außer Betrieb
- Wulai Taiche, 545 mm, als Touristikbahn in Betrieb

## Australien und Neuseeland

### Australien
- British Australian Tramway (Coffs Harbour), 1067 mm, 9 km Länge, 1907 bis 1914
- British Australian Tramway (Woolgoolga), 1067 mm, 11 km Länge, 1907 bis 1916
- Coffs Harbour Timber Company, 1067 mm
- Grubb’s Tramway (Mowbray), 1891 bis 1927
- Huntsman Tramway, 1 km Länge, hölzerne Schienen
- Langley Vale Timber Tramway, 1270 mm, 20 km Länge, 1897 bis 1933, meist hölzernen Schienen
- Marrawah Tramway, 1067 mm, 1911 bis 1961
- Powelltown Tramway, 914 mm, 1913 bis 1944
- Wielangta Tramway, 6,5 km Länge, 1911 bis 1924

### Neuseeland
- Bell Hill Tramway, 1067 mm, 1910er Jahre
- Brownlee Tramway, 914 mm, 29 km Länge, um 1881 bis 1915
- Charming Creek Tramway, 9 km Länge
- Ellis and Burnand Tramway (Mangapehi), 1067 mm, 1903/04 bis um 1968
- Ellis and Burnand Tramway (Manunui), 1067 mm, 1903 bis 1942
- Ellis and Burnand Tramway (Ongarue), 1067 mm, 1922 bis 1958
- Hokitika & Kanieri Tramway
- Kokiri Tramway, 1067 mm, 1895 bis 1902
- Makatote Tramway
- May Morn Estates Tramway, 1067 mm, 1914 bis 1915
- Messrs. Smyth Brothers’ Tramway, 914 mm, 1897 bis 1908
- May Morn Estates Tramway
- Mountain Rimu Timber Company
- Piha Tramway, 914 mm, 1906 bis 1921
- Port Craig Tramway, 1067 mm, 1917 bis 1928
- Price’s Bush Tramway, 1067 oder 1219 mm, um 1903
- Takaka Tramway, 610 mm, 1882 bis 1905
- Taringamotu Tramway, 1067 mm, 1910 bis 1965
- Taupo Totara Timber Company Tramway, 1067 mm, 1903 bis 1944